# Daniel Rydmark
Daniel Rydmark (* 23. Februar 1970 in Västerås) ist ein ehemaliger schwedischer Eishockeyspieler, der in seiner aktiven Zeit von 1985 bis 2005 unter anderem für Färjestad BK, die Malmö Redhawks und VIK Västerås HK in der Elitserien gespielt hat.   

## Karriere
Daniel Rydmark begann seine Karriere als Eishockeyspieler in seiner Heimatstadt beim VIK Västerås HK, für dessen Profimannschaft er in der Saison 1985/86 sein Debüt in der zweitklassigen Division 1 gab. Anschließend wurde er vom amtierenden schwedischen Meister Färjestad BK verpflichtet, mit dem er in der Saison 1987/88 selbst die nationale Meisterschaft gewann. Während seiner Zeit in Karlstad wurde der Angreifer zudem im NHL Entry Draft 1989 in der sechsten Runde als insgesamt 123. Spieler von den Los Angeles Kings ausgewählt, für die er allerdings nie spielte. Stattdessen wechselte er vor der Saison 1990/91 zu Malmö IF. Mit Ausnahme der Saison 1995/96, in der er elf Spiele für die Phoenix Roadrunners aus der International Hockey League bestritt, lief er die folgenden acht Jahre ausschließlich für Malmö auf und wurde mit diesen 1992 und 1994 jeweils Meister.
Im Sommer 1998 erhielt Rydmark einen Vertrag bei seinem Ex-Club VIK Västerås HK, der in der Zwischenzeit in die Elitserien aufgestiegen war. Als dieser sich 2000 aufgrund des Konkurses der Lizenzspielerabteilung aus der höchsten schwedischen Spielklasse zurückziehen musste, kehrte der Olympiasieger von 1994 nach Malmö zurück. Für Malmö stand er weitere vier Jahre auf dem Eis, ehe er im Anschluss an die Saison 2004/05, in der er bei den Drittligisten HC Vita Hästen und Borås HC unter Vertrag stand, im Alter von 35 Jahren seine Karriere beendete.  

### International
Für Schweden nahm Rydmark an den U20-Junioren-Weltmeisterschaften 1989 und 1990 sowie der Weltmeisterschaft 1992 teil. Des Weiteren stand er im Aufgebot Schwedens bei den Olympischen Winterspielen 1992 in Albertville und 1994 in Lillehammer.

## Erfolge und Auszeichnungen
- 1988 Schwedischer Meister mit Färjestad BK
- 1992 Schwedischer Meister mit Malmö IF
- 1992 Europapokal-Gewinn mit Malmö IF
- 1994 Schwedischer Meister mit Malmö IF
- 2000 Elitserien All-Star-Game

### International
- 1989 Silbermedaille bei der U20-Junioren-Weltmeisterschaft
- 1992 Goldmedaille bei der Weltmeisterschaft
- 1994 Goldmedaille bei den Olympischen Winterspielen